# Margit Evelyn Newton
Margit Evelyn Newton, de son vrai nom Margit Gansbacher, née le 12 octobre 1962 à Bolzano en Italie, est une actrice et mannequin italienne, connue pour sa participation à quelques films de série B italiens.
Elle est parfois créditée sous les noms de Margie Newton, Margie Moreau, Margi Eveline Newton ou Margi Evelyn Newton.

## Biographie
Margit Evelyn Newton tient le rôle principal dans Virus cannibale (1980) de Bruno Mattei,. Parmi ses autres participations au cinéma, elle joue le personnage d'Aphrodite dans Les Aventures d'Hercule (1985), aux côtés de Lou Ferrigno.

## Filmographie

### Cinéma
- 1979 : La vedova del trullo (it) de Franco Bottari : Enrica
- 1980 : Héros d'apocalypse (L'ultimo cacciatore) d'Antonio Margheriti : Carol
- 1980 : Virus cannibale (Virus) de Bruno Mattei : Lia Rousseau
- 1980 : Mafia, una legge che non perdona de Roberto Girometti : Teresa
- 1981 : Croissants à la crème (Cornetti alla crema) de Sergio Martino : l'amoureuse de Gabriele (non créditée)
- 1982 : In viaggio con papà d'Alberto Sordi : Billy
- 1984 : La Chasse aux morts-vivants (L'ultimo guerriero) de Romolo Guerrieri : Diane
- 1984 : Un tenero tramonto (it) de Raimondo Del Balzo
- 1985 : Les Aventures d'Hercule (Le avventure dell'incredibile Ercole) de Luigi Cozzi : Aphrodite
- 1986 : Una tenera follia (it) de Nini Grassia : Sara
- 1987 : Il lupo di mare de Maurizio Lucidi
- 1989 : Il giustiziere del Bronx de Vanio Amici (de) : Margie
- 1989 : La Maison des fantasmes (La puritana) de Nini Grassia : Annabella Allori
- 1989 : Ho vinto la lotteria di capodanno (it) de Neri Parenti : Arcangela
- 1990 : Jours tranquilles à Clichy de Claude Chabrol
- 2002 : Il piacere di piacere de Luca Verdone
- 2006 : La ninfetta e il maggiordomo de Luca Verdone

### Télévision
- 1991 : Classe di ferro (série TV, épisode Sette ore a New York)